# Villa de Pomán
Villa de Pomán est une localité argentine située dans la province de Catamarca et dans le département de Pomán.

## Histoire
Le 15 septembre 1633, Jerónimo Luis de Cabrera y Garay (1586-1662), petit-fils de Juan de Garay, fondateur de Santa Fe et de Buenos Aires, fonde la ville de San Juan Bautista de la Ribera de Londres de Poman, sur le versant ouest du Cerro Ambato. Elle sera plus tard rebaptisée Villa de Pomán.

## Sismologie
La sismicité de la province de Catamarca est fréquente et de faible intensité, avec une fréquence sismique moyenne à importante tous les 30 ans dans des zones aléatoires. Ses dernières expressions ont eu lieu :
- 21 mars 1892, à 1 h 45 UTC-3 : avec 6 sur l'échelle de Richter ; comme dans chaque localité sismique, même avec un court silence sismique, l'histoire des autres mouvements sismiques régionaux est oubliée ;
- 21 octobre 1966, à 12 h 39 UTC-3 : avec 5 sur l'échelle de Richter ;
- 3 novembre 1973, à 14 h 17 UTC-3 : avec 5,8 sur l'échelle de Richter : à la gravité physique du phénomène s'ajoute l'oubli de la population face à ces événements récurrents ;
- 7 septembre 2004, à 8 h 53 UTC-3 : avec une magnitude d'environ 6,5 sur l'échelle sismologique de Richter[1].

## Paroisses
| Prélature territoriale | Catamarca                       |
| ---------------------- | ------------------------------- |
| Paroisse               | Nuestra Señora de la Candelaria |